# Monochamus sutor
Pour les articles homonymes, voir Sutor.
Espèce
Le Monochame cordonnier (Monochamus sutor) est une assez grosse espèce d'insectes coléoptères xylophages longicornes, qui vit dans les forêts de conifères et dont la larve vit dans le bois mort.

## Description
- Couleur noire avec de petites taches jaunes et parfois aussi blanches
- taille : 21 à 35 mm
- écusson couvert d'une pubescence blanche laissant à découvert une ligne noire
- longues antennes
- dimorphisme sexuel marqué : le mâle est uniformément coloré brun-noir, plus petit que la femelle, mais avec des antennes près de deux fois plus longues.

À ne pas confondre avec d'autres espèces européennes proches : 
- Monochamus galloprovincialis (Olivier, 1795), surtout avec la ssp. pistor (Germar, 1818)
- Monochamus sartor (Fabricius, 1787) - le Monochame tailleur
- Monochamus saltuarius (Fabricius, 1792).

... ou avec un longicorne nord-américain 
- Monochamus scutellatus

## Biologie
Les œufs sont pondus sur le bois mort, surtout d'épicéa (Picea abies).

La larve après être sortie de l'œuf creuse une galerie sous l'écorce puis s'enfonce dans le bois qu'elle consomme, jusqu'à 10 cm sous la surface, à l'abri du gel. C'est là qu'elle nymphosera avant d'émerger par un trou bien circulaire, après 12 mois environ.

L'adulte apparaît en été.

### Régime alimentaire
Cet insecte n'est pas « nuisible », il ne consomme que le bois mort et joue un rôle écologique important en accélérant la transformation du bois en humus forestier.

### Statut ou menace
L'espèce semble en forte régression et en voie de disparition ou éteint dans de nombreuses régions depuis plusieurs décennies, probablement à cause de la raréfaction des gros bois morts et de la pollution générale de l'environnement par les insecticides (pluies, rosées).